# Arda (Tolkien)

Arda in Tengwar-schrift

Arda (Nederlands: Aarde) is de wereld in de fictie van J.R.R. Tolkien. In deze wereld die geschapen is door Ilúvatar (ook wel Eru genoemd), spelen De Silmarillion, De Hobbit en de trilogie In de Ban van de Ring zich af.
Het scheppingsverhaal van Arda is te vinden in De Silmarillion onder "Ainulindalë" en "Valaquenta". Aan het begin was er niets behalve Ilúvatar zelf. Toen maakte hij de Ainur (ook wel de Machten van Arda genoemd). Zij waren gemaakt om muziek te maken voor Eru. Zij hadden allen een stukje gedachten van Eru zelf. Door veel gezamenlijk te musiceren, begonnen de Ainur elkaars gedachten te begrijpen en vergaarden ze langzaam maar zeker meer kennis. De muziek die ze maakten werd steeds mooier.
Vlak nadat de Ainur een prachtig muziekstuk hadden gemaakt, mooier dan ze ooit hadden gedaan, liet Eru de beelden van hun muziek in een visioen aan hen zien. Daarin zagen ze hoe hun muziek in beeld werd gebracht door het creëren van de aarde (Arda).
Sommigen van de Ainur, de Valar, daalden af naar Arda en zagen dat het nog helemaal leeg en donker was. Alles wat ze in het visioen hadden gezien was hoe het zou worden, maar zij moesten het nog maken. En dus gingen ze aan het werk. Er ontstond echter onenigheid met een van de Valar, namelijk Melkor (later ook wel Morgoth genoemd). Melkor wilde zelf over alles heersen in plaats van Ilúvatar. De rest van de Valar was het daar niet mee eens en vervolgens ging Melkor zijn eigen duistere weg. Hij trok zich terug en waar hij heen ging werd alles zwart en donker. Ondanks de tegenstand van Melkor gingen de Valar, zij het langzamer, door met het vervolmaken van Arda.